# WASP-69
WASP-69 eller Wouri, är en ensam stjärna belägen i den mellersta delen av stjärnbilden Vattumannen. Den har en  skenbar magnitud av ca 9,67 och kräver ett mindre teleskop för att kunna observeras. Baserat på parallax enligt Gaia Data Release 3 på ca 19,89 mas beräknas den befinna sig på ett avstånd av ca 164 ljusår (ca 50 parsec) från solen. Den rör sig närmare solen med en heliocentrisk radialhastighet av ca -10 km/s. Multiplikitetsundersökningar 2020 upptäckte inte några följeslagare till WASP-69.   

## Nomenklatur
WASP-69, och dess planet WASP-69 b, valdes ut som en del av 2022 års NameExoWorlds-kampanj som organiserades av International Astronomical Union, som tilldelade varje land en stjärna och planet som skulle namnges. WASP-69 tilldelades på förslag av Kamerun namnet Wouri och dess planet gavs namnet Makombé, efter två floder med samma namn.

## Egenskaper
WASP-69 är en orange till gul stjärna i huvudserien av  spektralklass K5 V Den har en massa av ca 0,83 solmassa, en radie av ca 0,81 solradie och har en effektiv temperatur av ca 4 800 K. Stjärnan är något berikad med tunga grundämnen jämfört med solen, med ett metallicitet (Fe/H-index) på 0,10 ± 0,01, och är mycket yngre än solen med en ålder av 2 miljarder år. Uppgifterna om stjärnfläcksaktivitet för WASP-69 är inte övertygande, men punkttäckningen av fotosfären kan vara mycket hög.

## Planetsystem
År 2013 upptäcktes en exoplanet, WASP-69 b, i en snäv, cirkulär bana. Dess jämviktstemperatur är 886 K, men den uppmätta terminatortemperaturen är betydligt högre med minst 200 K. Planeten förlorar massa i en måttlig takt av 0,5 jordmassa per miljard år, och avger inte någon synlig kometsvans, även om den, när den upptäcktes 2024, uppmättes till minst 7 gånger dess egen radie.
Planetatmosfären är extremt disig och innehåller ett partiellt molndäck med molntoppar som stiger till ett tryck på 100 Pa. Dess sammansättning är mestadels väte och helium, och natrium har också påvisats i låg koncentration. Natriumet kan härröra från vulkaniska månar, inte från själva planeten.
År 2021 bekräftades närvaro av dis i atmosfären av WASP-69 b, tillsammans med ett överskott av sol- eller supersolvatten.
| Planet    | Massa            | Halv storaxel (AE) | Siderisk omloppstid (d) | Excentricitet | Inklination   | Radie                 |
| --------- | ---------------- | ------------------ | ----------------------- | ------------- | ------------- | --------------------- |
| b Makombé | 0,260 ± 0,017 MJ | 0,04525 ± 0,00053  | 3,8681382 ± 0,0000017   | 0             | 86,71 ± 0,20° | 0,945 +0,007−0,017 RJ |